# 영국 국립 우주 센터
영국 국립 우주 센터(British National Space Centre, BNSC)는 1985년에 조직되어 영국의 민간 우주 활동을 조정하는 영국 정부 기관이었다. 2010년 4월 1일에 영국 우주국(UK Space Agency)으로 대체되었다.

## 구조
BNSC는 10개 영국 정부 부처 및 기관, 연구 위원회의 자발적인 파트너십으로 운영되었다. 영국 우주 프로그램의 민간 부분은 우주 과학, 지구 관측, 위성 통신 및 글로벌 항법(예: GPS 및 갈릴레오)에 중점을 두었다. BNSC의 목표를 정의한 영국 민간 우주 전략의 최신 버전은 2008년 2월에 출판되었다. 특히 BNSC는 인간 우주 비행에 반대하는 정책을 가지고 있었고 국제 우주 정거장에 기여하지 않았다.